# ラウデンバッハ (ベルクシュトラーセ)
ラウデンバッハ (ドイツ語: Laudenbach) はドイツ連邦共和国バーデン＝ヴュルテンベルク州ライン＝ネッカー郡に属す町村（以下、本項では便宜上「町」と記述する）。自治体としてのラウデンバッハにはラウデンバッハ集落の他、含まれる小集落はない。

## 地理

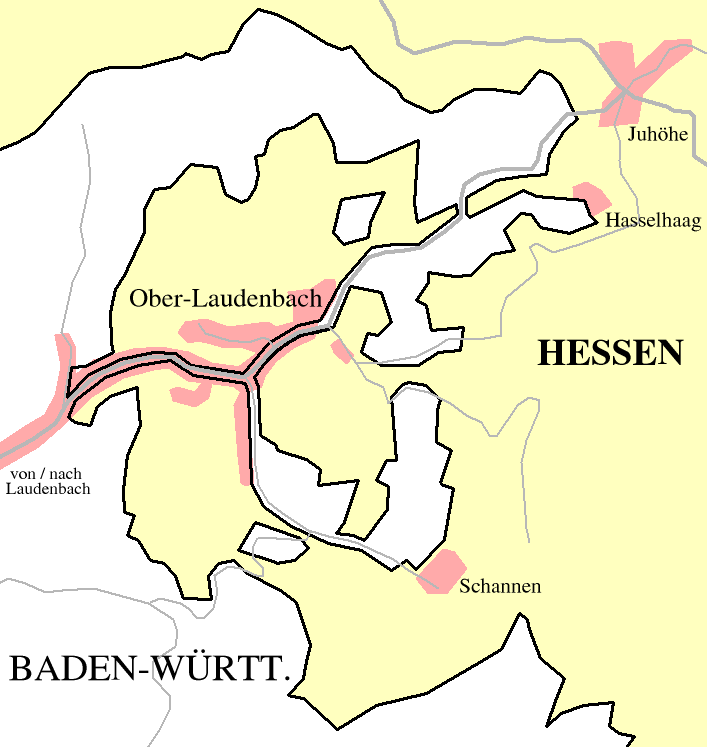
オーバー＝ラウデンバッハとの境界地図

ラウデンバッハは、バーデン北部のベルクシュトラーセ沿い、同名の川の畔に位置し、ヘッセン州と直接境を接する。町域は、西、北、東をヘッセン州に囲まれている。町の東部ではベルクシュトラーセがライン盆地とオーデンヴァルトとの境をなしている。南にはヘムスバッハ、西にはロルシュ、北にはヘッペンハイムが位置する。東はヘッペンハイムに属すオーバー＝ラウデンバッハであるが、歴史的経緯から複雑な境界線が引かれており、オーバー＝ラウデンバッハを通って、ラウデンバッハに属す土地まで道路がつながっている。近隣の大都市には、約25km南西のマンハイム、25km南のハイデルベルク、30km北のダルムシュタットがある。
町域は海抜94mから402mで1029ha強の面積を持つ。このうち18.9%が住宅・交通用地、56.3%が農業用地、21.6%が森林である。

## 歴史

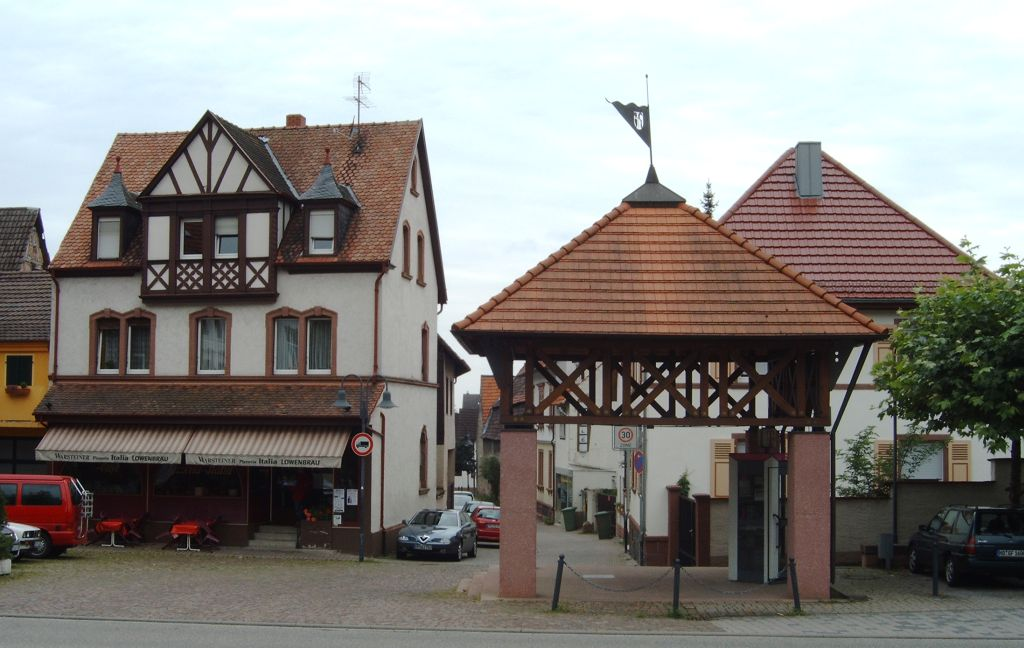
ラウデンバッハ中心部

ラウデンバッハは、795年にLutenbachとして、ロルシュ修道院の土地台帳であるロルシュ文書に初めて記録されている。1232年、ラウデンバッハはマインツ大司教の支配下に組み込まれた。1288年、この村はライン宮中伯家のレーエンとされ、このためにライン宮中伯とマインツ大司教との紛争の火種となった。1460年にこの村は焼失した。この村は1485年にマインツ大司教の下位に位置するヴォルムス司教の統治下におかれたが、関税と十分の一税の徴収権はプファルツ選帝侯に属すとされた。無数の闘争を経て、プファルツ選帝侯は1705年にラウデンバッハの全統治権を獲得し、この村はオーバーアムト・ラーデンブルクに編入された。
神聖ローマ帝国の終焉とともに1803年にプファルツ選帝侯も廃止された。ラウデンバッハはバーデン領となり、ヘッセンとの国境に主要税関が設けられた。1849年にラウデンバッハはヘッセン軍とバーデン革命軍との戦闘に巻き込まれた。砲弾跡が旧牧師館に今も遺されている。
政治的には、1871年のドイツ帝国発足以来国民自由党が支持を集めたが、1912年にSPDが最有力政党となった。ヴァイマル共和政下でもSPDは1930年までその勢力を保っていた。しかし1933年の帝国議会選挙ではNSDAPが42.5%の票を獲得するに至った。
これ以後、ラウデンバッハは、バーデンのアムト・ヴァインハイムに属したが、1936年にベツィルクスアムト・マンハイムに併合され、これが後にマンハイム郡となった。
第二次世界大戦後ラウデンバッハは、旧ドイツ領の東プロイセンやシレジア、チェコ領であったズデーテン地方などからの放逐者を受け容れたことで、人口が大きく増加した。この町は、新しく発足したバーデン＝ヴュルテンベルク州の一部となり、1973年の郡の再編によりライン＝ネッカー郡に属すこととなった。1995年にラウデンバッハは1200年祭を祝った。
| 年   | 1496 | 1777 | 1834  | 1905  | 1950  | 1961  | 1967  | 1970  | 1991  | 1995  | 2005  | 2010  | 2015  |
| ---- | ---- | ---- | ----- | ----- | ----- | ----- | ----- | ----- | ----- | ----- | ----- | ----- | ----- |
| 人口 | 185  | 784  | 1,724 | 1,753 | 3,022 | 3,316 | 3,564 | 3,645 | 5,348 | 5,731 | 6,080 | 6,051 | 6,097 |

### 宗教
プファルツ選帝侯は、ヴォルムス司教の抵抗に遭いながらも1573年までに宗教改革を断行し、その後、その所領はヴィッテルスバッハ家とともに何度も宗教上の転向を繰り返した。1653年のレーゲンスブルクの和解以後、カトリックとプロテスタントで教会を共用することとなった。ラウデンバッハでは、1825年から1945年までプロテスタントが多数であった。しかし第二次世界大戦後の難民の流入によりこの比率が変化し、1951年にはカトリック信者が人口の51%を占めるようになった。
現在、カトリック教会はフライブルク大司教区ハイデルベルク＝ヴァインハイム首席司祭区に属し、プロテスタント教会はバーデン地方教会ラーデンブルク＝ヴァインハイム教会管区に属している。

## 行政

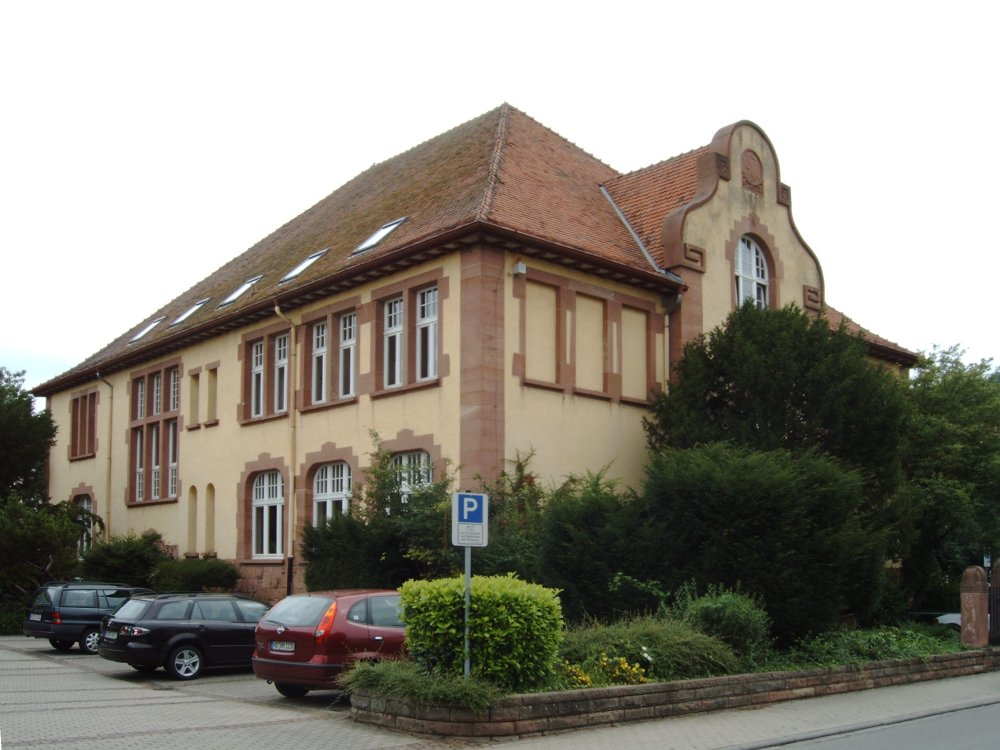
ラウデンバッハの町役場

### 議会
ラウデンバッハの議会は、5年ごとの直接選挙で選出される18人の議員からなる。これに議長として首長が参加する。

### 首長
首長は8年ごとの直接選挙で選出される。2020年からベニャミーン・ケプフレ (SPD) がラウデンバッハの首長を務めている。

### 紋章
図柄: 青地と銀地に左右二分割。向かって左は銀のワイン摘みの鎌。向かって右は黒い蔓と緑の葉がついた青いブドウの房。
この紋章は1539年の裁判印に由来する。このデザインは、この村にとってブドウ栽培が重要であることを示している。色は1910年に決定されたが、これはプファルツ選帝侯の紋章の色にちなんだものである。
旗は、青 - 白で、1963年に内務省の認可を得た。

### 友好都市
- イヴリー＝ラ＝バタイユ（フランス、ウール県）1981年

## 文化と見所

### 教会

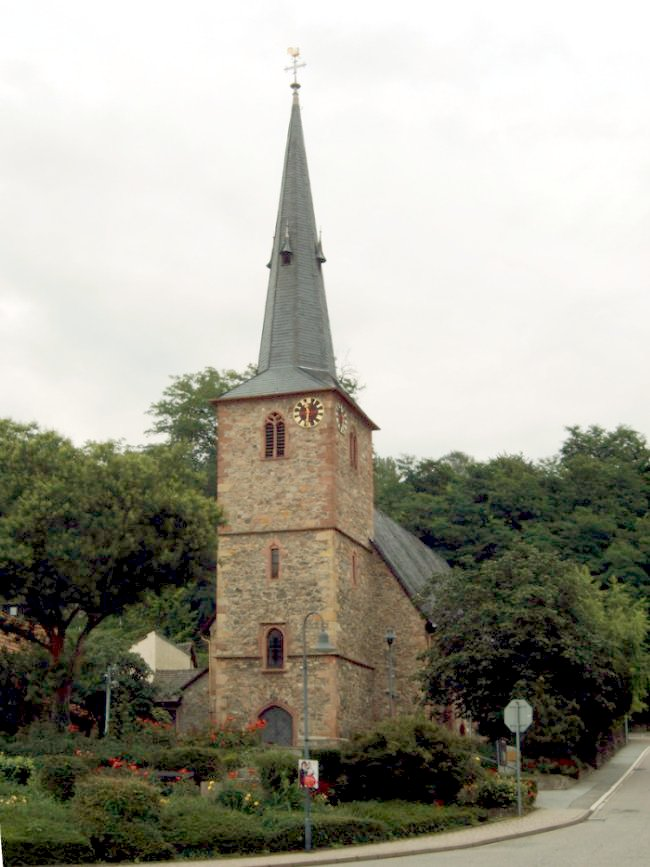
ラウデンバッハの古い教会

ラウデンバッハの教会は、1238年の教皇グレゴリウス9世の教書に登場する教会である。現在はプロテスタントのマルティン＝ルター教会と呼ばれている古い後期ゴシック様式の教会は1500年頃に建造されたものである。その後、1612年、1722年、1936年と何度も増改築がなされている。1653年のレーゲンスブルクの和解以後はカトリックとプロテスタントが共用していた。1953年にカトリック教会が新しい聖バルトロメ教会堂を建設して、共用は終了した。

### 年中行事
- 7月の第2土曜日にはランデンプラッツ祭が行われる。
- 9月の第1週末（翌月曜日まで）にラウデンバッハのフロシュケルヴェ（カエルの教会祭）が開催される。
- 12月の第1土曜日には伝統的なクリスマス市が町役場前で行われる。

## 経済と社会資本

### 経済
ライン＝ネッカー経済圏に位置することで、ラウデンバッハは大変恵まれた経済環境にあるといえる。マンハイム、ルートヴィヒスハーフェン・アム・ライン、ハイデルベルク、ダルムシュタットといった経済基盤の強固な都市がすぐ近くに位置している。このため、多くの中小の商業・工業企業がこの町に社屋を構えている。

### 交通
ラウデンバッハは、連邦アウトバーンA5号フランクフルト・アム・マイン - カールスルーエ線沿いの交通の便の良い場所にある。町内にインターチェンジはなく、通勤にはヘムスバッハかヘッペンハイムのいずれかの隣町に行く必要があるが、これはむしろ町内の交通渋滞に憂慮しなくて良いという結果をもたらしている。これに加えて、ドイツで最も長い連邦道であるB3号線も町内を走っている。
ラウデンバッハにはマイン＝ネッカー鉄道の駅があるが、あまり便利ではない。ヴァインハイムへはバス路線が通じている。ラウデンバッハはライン＝ネッカー交通連盟のサービス提供地域である。

### 教育
ラウデンバッハには基礎課程学校が1校ある。この町はバーデン北部ベルクシュトラーセ教育連盟に加盟している。この教育連盟は隣町ヘムスバッハの本課程学校、実科学校、ギムナジウムからなる教育センターを運営している。
町は図書館を運営している。

## 人物

### ゆかりの人物
- アントン・プレトリウス（1560年 - 1613年）1598年から1613年までラウデンバッハの教会に務めた牧師。1598年に魔女裁判と拷問に反対する『妖術と魔女に関する徹底報告』(Von Zauberey vnd Zauberern Gründlicher Bericht)を著した。1602年には『徹底報告』第2版を実名で出版し、1613年の第3版では、その序文で魔法使いに関する自分の立場を表明している。

## 引用
1. ↑  Statistisches Landesamt Baden-Württemberg – Bevölkerung nach Nationalität und Geschlecht am 31. Dezember 2023 (CSV-Datei)
2. ↑   バーデン＝ヴュルテンベルク州統計局、2004年12月31日現在
3. ↑  1967年まで:  Kreisbeschreibung. 3. p. 659
4. ↑  Herwig John, Gabriele Wüst: Wappenbuch Rhein-Neckar-Kreis. Ubstadt-Weiher 1996, ISBN 3-929366-27-4, S. 41